# Negativna energija
Negativna energija je koncept, ki se v fiziki rabi za pojasnitev narave določenih polj, vključno z gravitacijskim poljem in različnimi pojavi kvantnih polj. Koncept ni stvar fantastike in se pojavlja na več področjih moderne fizike. Negativna energija prepleta številne dele fizike – teorije gravitacije, kvantne teorije in termodinamike ter ponazarja zapleteno logično strukturo naravnih zakonov.

## Gravitacijska energija
Gravitacijska energija ali gravitacijska potencialna energija je potencialna energija, ki jo ima masivno telo, ker je znotraj gravitacijskega polja. V klasični mehaniki imata dve ali več mas vedno gravitacijski potencial. Ohranjanje energije zahteva, da je ta energija gravitacijskega polja vedno negativna, tako da je enaka nič, ko sta telesi neskončno oddaljeni. Ko se dve telesi oddaljujeta in se razdalja med njima približuje neskončnosti, se gravitacijska sila med njima približuje ničli s pozitivne strani realne številske premice, gravitacijski potencial pa ničli z negativne strani. Nasprotno, ko se dve masivni telesi gibljeta drug proti drugemu, se gibanje pospeši pod vplivom gravitacije, kar povzroči povečanje (pozitivne) kinetične energije sistema in, da bi se ohranila celotna vsota energije, se povečanje enake količine v gravitacijski potencialni energiji telesa obravnava kot negativno.
Vesolje, v katerem prevladuje pozitivna energija, se bo sčasoma sesulo v »velikem krču«, medtem ko se bo »odprto« vesolje, v katerem prevladuje negativna energija, razširilo za nedoločen čas ali pa sčasoma razpadlo v »veliki razpoki«. V modelu vesolja z ničelno energijo (»ravnega« ali »evklidskega«) je skupna količina energije v vesolju točno enaka nič – njegova količina pozitivne energije v obliki snovi je natančno izničena z njegovo negativno energijo v obliki gravitacije.:180 Ni jasno, kateri od teh modelov, če sploh kateri, točno opisuje resnično vesolje.

### Ergosfera črne luknje
Za klasično vrtečo se črno luknjo vrtenje ustvari ergosfero zunaj obzorja dogodkov, v kateri se sam prostor-čas začne vrteti, v pojavu, znanem kot vlečenje okvirja. Ker je ergosfera zunaj obzorja dogodkov, lahko delci pobegnejo iz nje. Znotraj ergosfere lahko energija delca postane negativna (zaradi relativističnega vrtenja njegovega Killingovega vektorja). Delec z negativno energijo nato prečka obzorje dogodkov v črno luknjo, pri čemer zakon o ohranitvi energije zahteva, da mora uiti enaka količina pozitivne energije.
Pri Penroseovem procesu se telo razdeli na dvoje, pri čemer ena polovica pridobi negativno energijo in pade noter, druga polovica pa pridobi enako količino pozitivne energije in uide. To je predlagano kot mehanizem, s katerim nastane intenzivno sevanje, ki ga oddajajo kvazarji.:836–9

## Pojavi kvantnih polj
Negativne energije in negativna gostota energije so skladne s kvantno teorijo polja.:167

### Virtualni delci
V kvantni teoriji načelo nedoločenosti omogoča, da v vakuumu prostora obstajajo virtualni pari delec-antidelec, ki se pojavijo spontano in obstajajo le kratek čas, preden se običajno znova izničijo. Nekateri od teh virtualnih delcev imajo lahko negativno energijo. To vedenje igra vlogo pri več pomembnih pojavih, kot je opisano spodaj.

### Casimirjev pojav
Pri Casimirjevem pojavu dve ravni plošči, postavljeni zelo blizu skupaj, omejujeta valovne dolžine kvantov, ki lahko obstajajo med njima. To posledično omejuje vrste in s tem število ter gostoto virtualnih parov delcev, ki se lahko tvorijo v vmesnem vakuumu in lahko povzročijo negativno energijsko gostoto. Ker ta omejitev ne obstaja ali je veliko manj pomembna na nasprotnih straneh plošč,}so sile zunaj plošč večje od tistih med ploščami. Zaradi tega se zdi, da plošči vlečeta druga drugo, kar so izmerili. Natančneje, vakuumska energija, ki jo povzročajo virtualni pari delcev, potiska plošči skupaj, vakuumska energija med ploščama pa je premajhna, da bi izničila ta učinek, saj lahko na prostorninsko enoto med ploščama obstaja manj virtualnih delcev, kot jih lahko obstaja zunaj njih.

### Stisnjena svetloba
Možno je urediti več žarkov laserske svetlobe tako, da destruktivna kvantna interferenca zaduši vakuumske fluktuacije. Tako stisnjeno stanje vakuuma vključuje negativno energijo. Ponavljajoča se valovna oblika svetlobe vodi do izmeničnih območij pozitivne in negativne energije. Od leta 2019 observatorja gravitacijskega valovanja LIGO in Virgo uporabljata stisnjeno lasersko svetlobo, kar je znatno povečalo stopnjo opazovanih dogodkov gravitacijskega valovanja.

### Diracovo morje
Po teoriji Diracovega morja, ki jo je leta 1930 razvil Paul Dirac, je vakuum vesolja poln negativne energije. Ta teorija je bila razvita za razlago anomalije kvantnih stanj z negativno energijo, ki jih napoveduje Diracova enačba. Teorija je pravilno napovedala obstoj antimaterije dve leti pred odkritjem pozitrona leta 1932 Carla Davida Andersona.
Vendar je teorijo od tedaj nadomestila kvantna teorija polja (QFT). Obe teoriji sta enakovredni s pomočjo transformacije Bogoljubova in Valatina, zato se lahko na Diracovo morje gleda kot na alternativno formulacijo kvantne teorije polja.

## Pojavi kvantne gravitacije
Močna gravitacijska polja okrog črnih lukenj ustvarjajo pojave, ki jih pripisujejo tako gravitacijskim kot kvantnim učinkom. V teh situacijah se lahko Killingov vektor delca zasuka tako, da njegova energija postane negativna.:833–4, 836–7

### Hawkingovo sevanje
Virtualni delci lahko obstajajo le kratek čas. Ko se par takšnih delcev pojavi ob obzorju dogodkov črne luknje, se lahko eden od znajde znotraj obzorja. To zavrti njegov Killingov vektor, tako da njegova energija postane negativna in par nima neto energije. To jim omogoča, da postanejo resnični in pozitivni delec uide kot Hawkingovo sevanje, medtem ko delec z negativno energijo zmanjša neto energijo črne luknje. Tako lahko črna luknja počasi izhlapi.:105–107:836–7

## Špekulativni predlogi

### Črvine
Negativna energija se pojavlja v špekulativni teoriji o črvinah, kjer je potrebno ohraniti črvino odprto. Črvina neposredno povezuje dva kraja, ki sta lahko poljubno ločena tako v prostoru kot v času, in načeloma omogoča skoraj trenutno potovanje med njima. Vendar pa fiziki, kot je Roger Penrose, menijo, da so takšne zamisli nerealistične, bolj fikcija kot špekulacija.:833–4

### Pogon warp
Predlagali so teoretično načelo za nadsvetlobni pogon warp (FTL) za vesoljske ladje z uporabo negativne energije. Alcubierrov pogon temelji na rešitvi Einsteinovih enačb polja splošne teorije relativnosti (STR), v kateri je »mehurček« prostora-časa zgrajen z domnevno negativno energijo. Mehurček se nato premakne s povečanjem prostora za njim in krčenjem prostora pred njim. Mehurček lahko potuje s poljubno hitrostjo in ni omejen s svetlobno hitrostjo. To ni v nasprotju s STR, saj se vsebina mehurčka dejansko ne premika skozi svoj krajevni prostor-čas. Praktično bi Alcubierrov pogon zahtevan enormne količine takšne negativne energije in je vprašanje, če je sploh izvedljiv.

### Delci z negativno energijo
Špekulativne teoretične študije so pokazale, da so delci z negativno energijo skladni z relativistično kvantno teorijo, pri čemer so nekateri opazili medsebojne povezave z negativno maso in/ali obratom časa.